# Микискова, Бланка
Бланка Микискова-Стракова (чеш. Blanka Mikysková-Strakova; род. 28 октября 1963, Вальтице) — чехословацкая гребчиха, выступавшая за сборную Чехословакии по академической гребле в 1980-х годах. Победительница и призёрка первенств национального значения, участница летних Олимпийских игр в Сеуле.

## Биография
Бланка Микискова родилась 28 октября 1963 года в городе Вальтице, Чехословакия. Проходила подготовку в Брно в местном одноимённом гребном клубе.
Впервые заявила о себе в академической гребле на международном уровне в сезоне 1985 года, когда вошла в состав чехословацкой национальной сборной и выступила на чемпионате мира в Хазевинкеле, где в зачёте парных двоек стала пятой.
В 1986 году на чемпионате мира в Ноттингеме в парных двойках вновь была пятой.
В 1987 году на чемпионате мира в Копенгагене показала седьмой результат в парных четвёрках.
Благодаря череде удачных выступлений удостоилась права защищать честь страны на летних Олимпийских играх 1988 года в Сеуле. В составе парного экипажа-четвёрки, куда также вошли гребчихи Ирена Соукупова, Любица Новотникова и Гана Крейчова, финишировала на предварительном квалификационном этапе четвёртой, но через дополнительный отборочный заезд всё же прошла в главный финал А, где в конечном счёте показала пятый результат.
После сеульской Олимпиады Микискова больше не показывала сколько-нибудь значимых результатов в академической гребле на международной арене.